# پیکولو جزیره جادویی
پیکولو جزیره جادویی یک مجموعهٔ نمایش خانگی ایرانی در ژانر عروسکی و خانوادگی محصول سال ۱۴۰۲ به کارگردانی علی احمدی و به تهیه‌کنندگی محسن کیایی و مصطفی کیایی است. پخش این سریال از شنبه ۱۰ تیر ۱۴۰۲ در پلتفرم فیلیمو آغاز شد، و در ۹ دی ۱۴۰۲ به پایان رسید. هومن حاجی‌عبداللهی، مهسا طهماسبی، از جمله بازیگران این مجموعه هستند.

## خلاصهٔ داستان
پیکولو جزیره‌ای جادوییست که در آن موجودات عجیب، غریب و بامزه‌ای زندگی می‌کنند. هرچند وقت یکبار مهمان تازه‌ای در پیکولو سقوط میکند و با داستان‌ها و چالش‌های مختلف روبرو می‌شود...

## بازیگران
| بازیگر            | نقش          |
| ----------------- | ------------ |
| هومن حاجی‌عبداللهی | پیکی         |
| مهسا طهماسبی      | خلبان        |
| مرتضی احمدی       | نوجوانی پیکی |
| کیان باقری        | کودکی پیکی   |

## شخصیت‌های عروسکی
| شخصیت  | صداپیشه         | عروسک‌گردان    | منبع   |
| ------ | --------------- | ------------- | ------ |
| مخترع  | امیر سلطان‌احمدی | محمد لقمانیان | [ ۷ ]  |
| واکرو  | محمد بحرانی     | علی اعتصامی‌فر | [ ۸ ]  |
| پانچو  | محمد عسگری      | مهدی برقعی    | [ ۹ ]  |
| شالی   | مهناز خطیبی     | هانی حسینی    | [ ۱۰ ] |
| ده شیش | خسرو احمدی      | محمد لقمانیان | [ ۱۱ ] |

### سایر شخصیت‌ها
| نام            | صداپیشه     | بازی‌دهنده   |
| -------------- | ----------- | ----------- |
| زنگ خانهٔ مخترع | شیما عرب    | شیما عرب    |
| تک غاری دی‌جی   | –           | مهسا فلاح   |
| دایناسور       | شیما عرب    | فهیمه استاد |
| عمهٔ شالی       | زهرا حامی   | –           |
| رز             | محمد بحرانی | –           |